# Беспорядки на Ломбард-стрит
Беспорядки на Ломбард-стрит — трёхдневные расовые беспорядки в Филадельфии, штат Пенсильвания, прошедшие в начале августа 1842 года. Беспорядки стали последними за 13-летний период, отмеченный частыми нападениями на расовой почве. Они начались на Ломбард-стрит, между Пятой и Восьмой улицами.

## Предпосылки
В первые десятилетия XIX века численность афроамериканского населения города возросла более чем на 50% за счёт иммиграции освобожденных и беглых рабов в Филадельфию, которая находилась в нескольких милях к северу от линии Мэйсона — Диксона. В то же время росло число ирландских иммигрантов, которые также оставались маргинальными ввиду своей замкнутости и католицизма.
Периодически происходили вспышки расового, этнического и религиозного насилия между ирландскими католиками, немецкими протестантами, афроамериканцами и даже пацифистами-квакерами. Это было результатом социальной и экономической конкуренции, особенно между ирландскими католиками и афроамериканцами, которые, как правило, находились в самом низу социальной иерархии. Многие ирландцы отказывались работать вместе с афроамериканцами. По словам одного писателя, ирландские католики часто были конкурентами за самую низкооплачиваемую и неквалифицированную работу, и они воспринимали более успешных афроамериканских жителей города как хвастающихся своим успехом, что делало последних мишенями для выражения недовольства ирландских иммигрантов.

## Беспорядки
Утром 1 августа 1842 года более тысячи членов чёрной Ассоциации бдительных молодых людей провели парад на Ломбард-стрит в Филадельфии, между Пятой и Восьмой улицами, в ознаменование восьмой годовщины отмены рабства в Британской Вест-Индии. Когда участники шествия приблизились к церкви Матери Вефиль, на них напала толпа ирландских католиков. Участники беспорядков двинулись на запад, устраивая поджоги и нападая на пожарных и полицейских, направляясь к дому афроамериканского лидера Роберта Первиса. По некоторым сообщениям, Первис и его дом были спасены от ирландцев исключительно благодаря вмешательству католического священника.
Обращения к мэру и полиции о защите первоначально привели к аресту нескольких жертв и ни одного из участников беспорядков. За три дня нападений были разграблены, сожжены и разрушены Вторая афроамериканская пресвитерианская церковь (на Сент-Мэри-стрит, недалеко от Шестой улицы), аболиционистский Смит-холл и многочисленные жилые дома и общественные здания. У мэра были достоверные доказательства плана поджога нескольких местных церквей, которые он проигнорировал. В конце концов, когда беспорядки начали утихать, для восстановления порядка было привлечено местное ополчение.

## Последствия
Впоследствии мэр Джон Морин Скотт отказался арестовывать большинство из тех, кто руководил беспорядками. Из тех, кто был арестован ополченцами, большинство были признаны невиновными или освобождены иным образом. Трое или четверо осуждённых получили лишь легкие сроки.
В марте 2005 года Комиссия по истории и музеям Пенсильвании одобрила установку исторического знака на углу Шестой улицы и Ломбард-стрит в ознаменование этого события. Надпись на ней гласит: «Беспорядки на Ломбард—стрит — Здесь 1 августа 1842 года разъярённая толпа белых напала на парад, посвященный Дню эмансипации Ямайки. Начались беспорядки. Афроамериканцы были избиты, а их дома разграблены. Беспорядки продолжались 3 дня. Местная церковь и место проведения собраний были уничтожены пожаром».